# Bioakumulacja
Bioakumulacja (biomagnifikacja) – zdolność organizmów roślinnych i zwierzęcych do kumulowania ksenobiotyków, w tym: zanieczyszczeń, związków chemicznych i pierwiastków, np. niektórych metali ciężkich, pestycydów w tkankach swego ustroju. Stężenie tych związków w tkankach może osiągnąć wyższy poziom niż w otaczającym je środowisku. Bioakumulacja dokonuje się w następujących po sobie poziomach troficznych oraz w miarę życia pojedynczego organizmu. Przykładowo rtęć ulega bioakumulacji w organizmach na kolejnych poziomach łańcucha troficznego.